# Frans Bouwmeester jr.

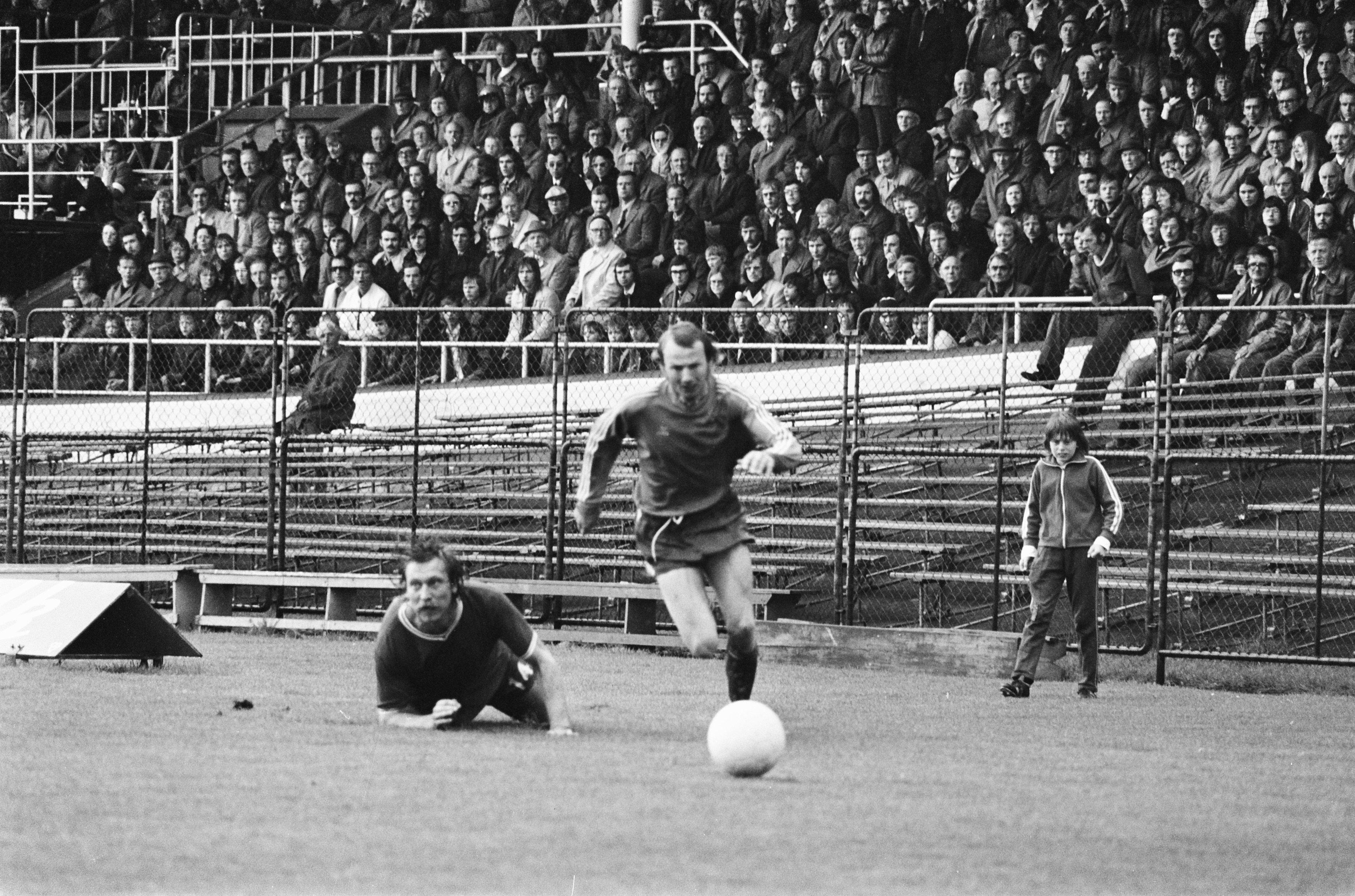
Frans Bouwmeester jr ontdoet zich van Joop van Maurik

Franciscus ('Frans') Bouwmeester (Breda, 3 december 1946) is een Nederlandse oud-voetballer. Hij moet niet verward worden met zijn oom, de bekende Frans Bouwmeester (Breda, 19 mei 1940), die linksbuiten of linksbinnen was bij NAC, Feijenoord en het Nederlands elftal.
Frans Bouwmeester begon op zijn 10e jaar met voetballen in een jeugdelftal van NAC Breda, destijds kortweg NAC genaamd. Na zijn jeugdopleiding maakte hij de overstap naar Feyenoord, maar een debuut in het eerste elftal van de Rotterdammers bleef uit, waarna Bouwmeester na één seizoen alweer terugkeerde in Breda. Op 19-jarige leeftijd, seizoen 1966-1967, maakte hij zijn debuut als aanvallende middenvelder in het 1e elftal en zou dat tien seizoenen volhouden, tot 1976. 
In totaal speelde hij in 238 wedstrijden: 219 competitiewedstrijden, 18 bekerwedstrijden en 1 Europese wedstrijd. In totaal heeft hij 22 doelpunten op zijn naam gebracht. Zijn succesjaren waren 1972/73 In 1973 verovert hij  de KNVB Beker met de Bredanaars dankzij een 2-0 zege op N.E.C. en 1973/74 toen hij met 8 doelpunten de topscorer werd van NAC. Zijn bijnaam was kortweg 'D'n Bouw'.
Frans Bouwmeester beëindigde zijn voetbalcarrière toen hij 29 jaar was.

## De Bouwmeesters
Frans Bouwmeester behoort tot een bekende Bredase voetbalfamilie waarvan uit de generatie vóór hem drie leden in de eredivisie van NAC uitkwamen: zijn vader Karel Bouwmeester en diens oudere en jongere broers Herman en Frans. De laatste, de oom dus van Frans jr., is een oud-international. Alle Bouwmeesters werden in Breda 'D'n Bouw' genoemd.
Het Bouwmeesterveld, een playground van NAC Breda is naar deze voetballers vernoemd.